# Ianduba abara
Ianduba abara là một loài nhện trong họ Corinnidae.
Loài này thuộc chi Ianduba. Ianduba abara được miêu tả năm 2007 bởi Bonaldo & Antonio D. Brescovit.